# Haus Felseck

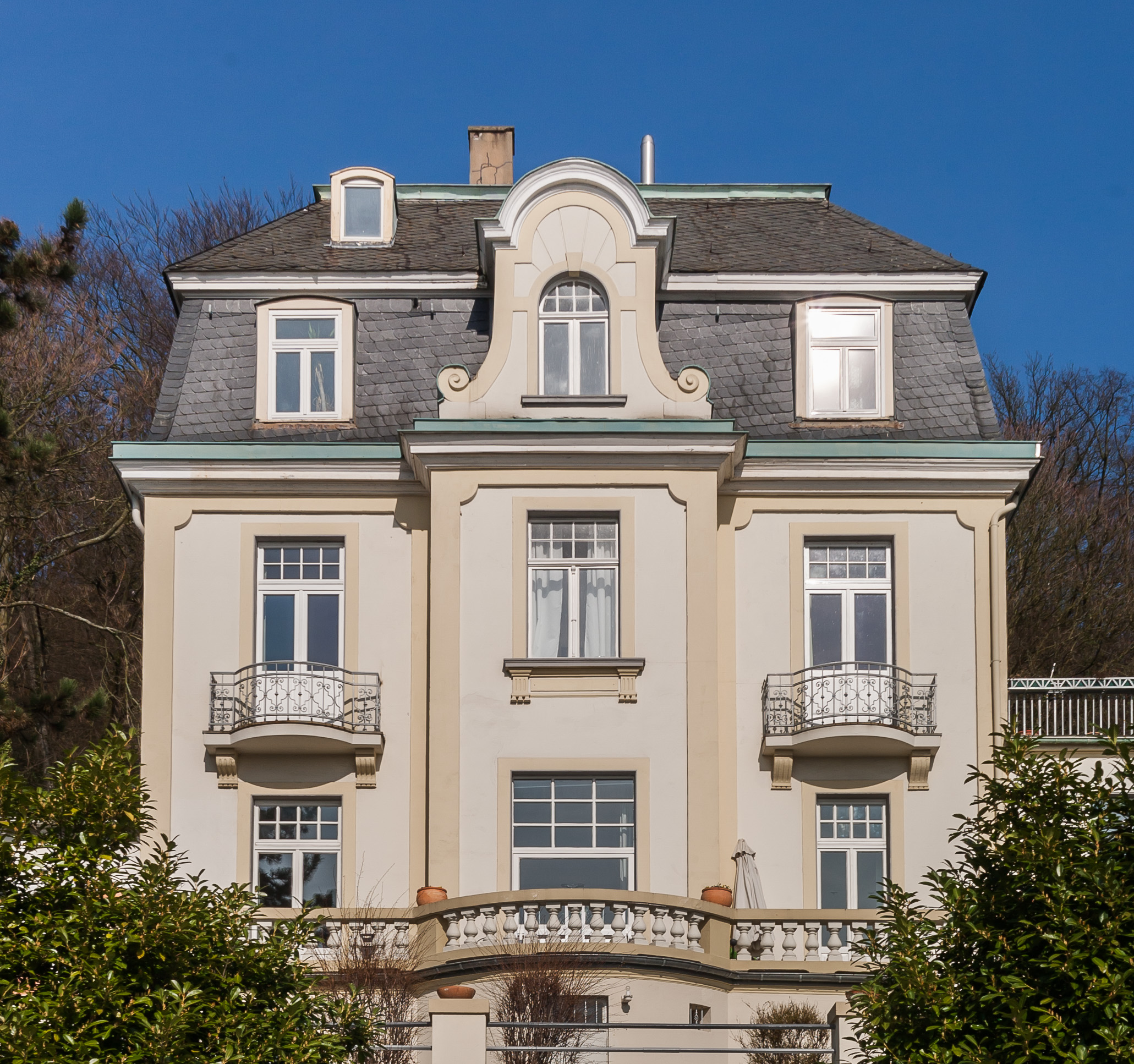
Haus Felseck (2013)

Das Haus Felseck ist eine Villa in Königswinter, einer Stadt im nordrhein-westfälischen Rhein-Sieg-Kreis, die 1899 errichtet wurde. Sie liegt am Nordwesthang des Drachenfelses oberhalb der Bundesstraße 42 mit der Adresse Am Domstein 9. Die Villa steht als Baudenkmal unter Denkmalschutz.

## Geschichte

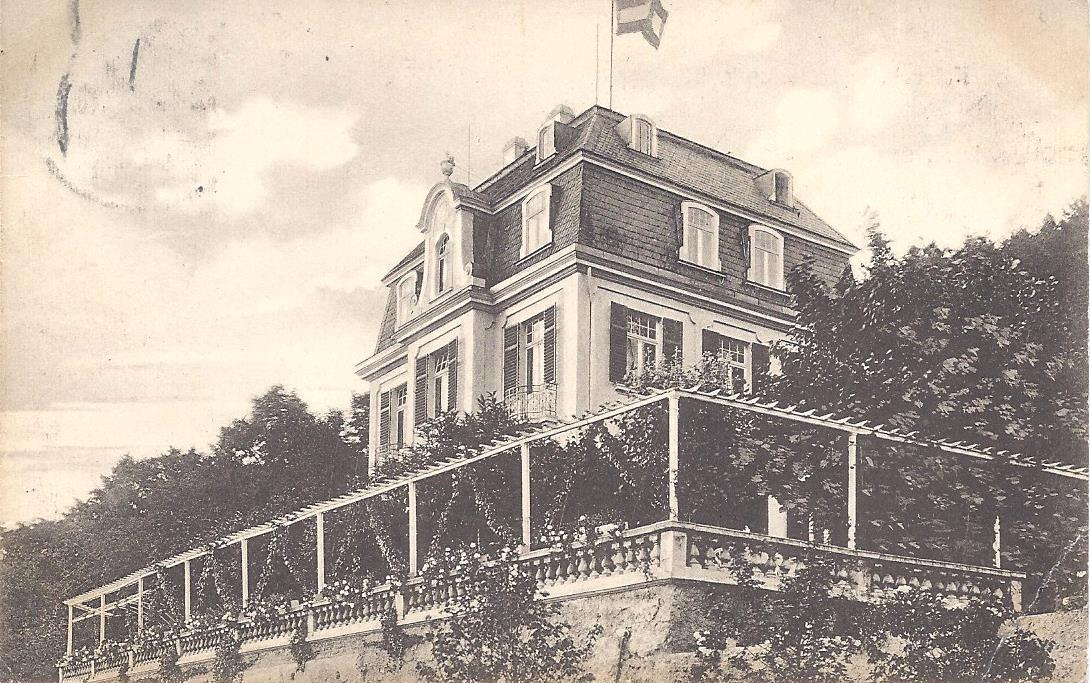
Haus Felseck (um 1907)

Das Haus entstand 1899 im Auftrag des Kölner Geschäftsmannes August Wirtz. 1910 wurde es um ein Pförtnerhaus am damaligen Magdalenenweg (im heutigen Bereich der Bundesstraße 42) ergänzt. 1924/25 erhielt das Gebäude nach mehrmaligem Eigentümerwechsel im Zuge einer Erweiterung und eines Umbaus seine heutige Gestalt. Dabei wurde auch ein Gärtnerhaus mit Stall und Garage errichtet. Im Zweiten Weltkrieg diente Haus Felseck ab 1942 als Ausweichquartier für mehrere Baufirmen aus dem zunehmend vom alliierten Luftkrieg betroffenen Köln. 1944/45 wurden durch Kriegseinwirkung das Pförtner- und das Gärtnerhaus zerstört, auch das Haupthaus erlitt erhebliche Beschädigungen.
Nach dem Zweiten Weltkrieg diente die Villa dem Unternehmer Adolf Grom, damaliger Direktor und Vorstandsmitglied der Phrix-Werke AG (Kunstfaser-Dachgesellschaft) in Hamburg, als Wohnsitz und Geschäftszentrale für die rund 20 in seinem Besitz befindlichen Gesellschaften, darunter der Rheinische Zellwolle AG in Siegburg. Im Juni 1948 wurde Grom dort aufgrund der Veruntreuung von Geldern der Phrix-Werke in der Phase des Zusammenbruchs verhaftet und dessen Geheimarchiv sichergestellt. 1952 war Haus Felseck Wohnsitz des niederländischen Ersten Botschaftssekretärs C.H. Van Brink bei der am Regierungssitz Bonn ansässigen Botschaft der Niederlande. Anschließend diente es bis 1972 als Residenz der Botschaft der Republik Indonesien, Wohnsitz des indonesischen Botschafters in der Bundesrepublik Deutschland; in dieser Zeit trug es den Namen Wisma Indonesia. Am 20. August 1966 verstarb in dem Haus der seinerzeitige Botschafter Loekman Hakim (1914–1966). Ab etwa 1990 wurde die Villa von Herbert Warnke (1930–2018), ehemals Hauptgeschäftsführer des Deutschen Verkehrssicherheitsrats in Bonn, bewohnt. Sie ist heute ein Mehrfamilienhaus.
Die Eintragung von Haus Felseck in die Denkmalliste der Stadt Königswinter erfolgte am 23. März 1987.

## Architektur

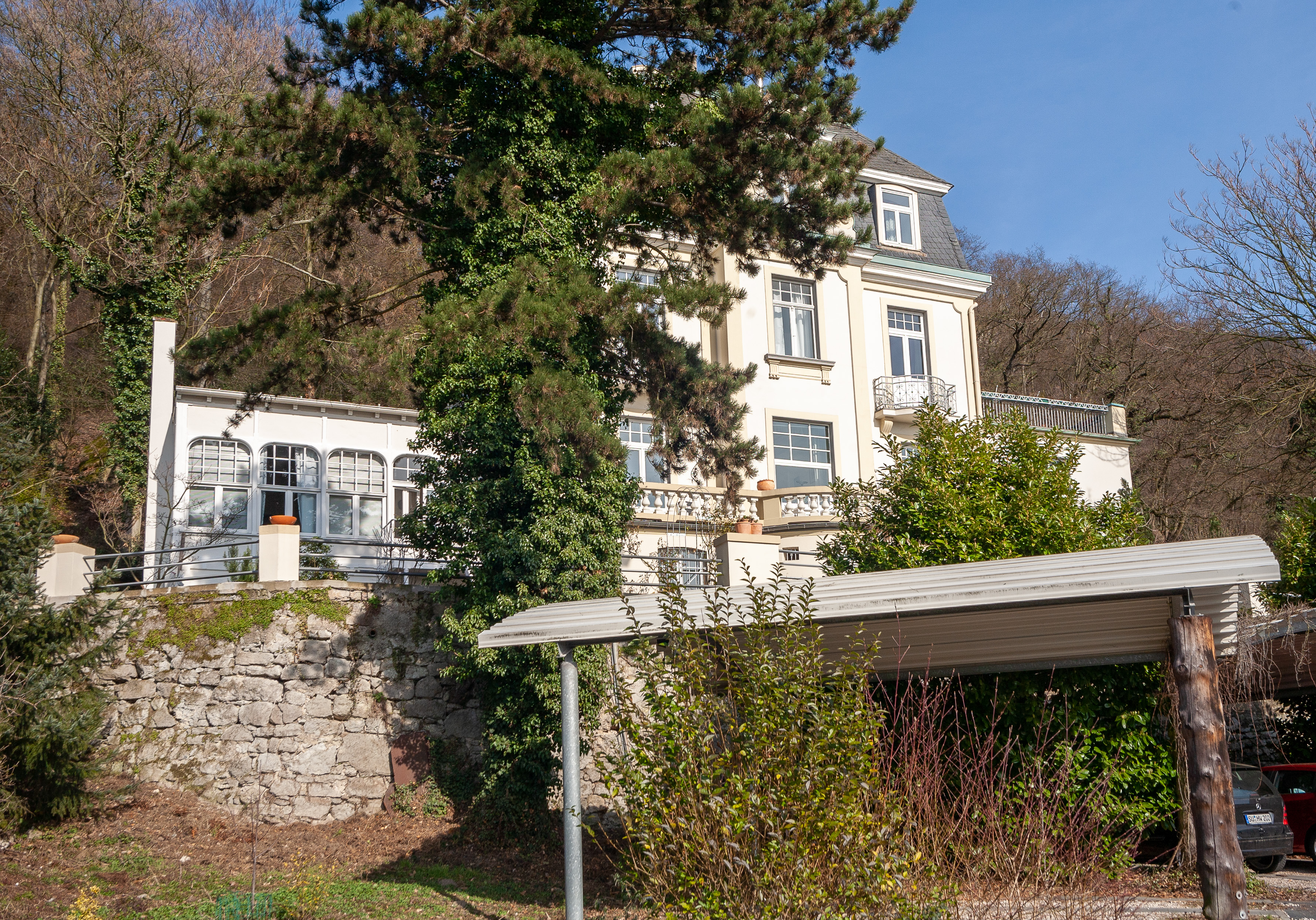
Gesamtansicht

Die Villa befindet sich oberhalb der Straße Am Domstein auf einer erhöhten Terrasse. Sie ist zweigeschossig bei hohem Sockelgeschoss sowie ausgebautem Mansardwalmdach und verfügt über drei Achsen bei risalitartig mit Giebelhaus vorgezogener Mittelachse. Rheinseitig ist eine Terrasse mit Balustrade vorgebaut. Nach Süden erstreckt sich ein eingeschossiger Anbau, der eine Aussichtsterrasse trägt sowie nach Norden ein Wintergarten, dessen Fenster mit Korbbögen abgeschlossen sind.